# Friedrich von Reitzenstein
Friedrich Albrecht Karl Johann Freiherr von Reitzenstein (* 26. März 1834 in Berlin; † 5. Februar 1897 in Freiburg im Breisgau) war ein deutscher Verwaltungsjurist und Bezirkspräsident in Metz, Bezirk Lothringen (1877–1880) im Reichsland Elsaß-Lothringen.

## Leben
Friedrich entstammt der Linie Haus Unter-Schwarzenstein der uradeligen fränkischen Familie Reitzenstein. Er war der Sohn des preußischen Generalleutnants Karl von Reitzenstein (1797–1878) und dessen Ehefrau Sophie, geborene von Jasmund (1812–1892).
Nach seinem Studium der Rechts- und Kameralwissenschaften wirkte er zunächst ab 1855 am Amtsgericht in Neiße.